# 뱅크시아 에리시폴리아
뱅크시아 에리시폴리아(Banksia ericifolia, 공통명 : Heath-leaved banksia, Lantern banksia)는 호주 원산의 프로테아과의 관목이다. 뉴사우스웰일스주의 중부와 북부에 주로 분포하고 있으며, 오렌지색의 화경으로 유명하다. 잎은 녹색으로 가늘다. 나무는 6m정도까지 자랄 수 있으나 대개는 3m정도 높이로 자라며, 개활지나 해안가 지역에서는 보통 1~2m정도 자란다.

## 설명

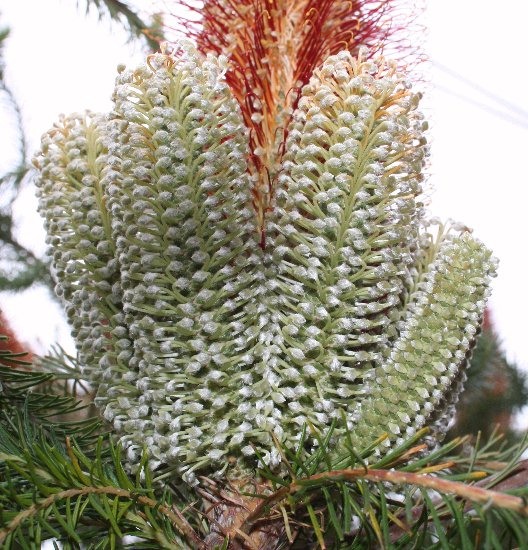
B. ericifolia "White Candles" 여러 개의 화경이 뭉쳐서 난 모습

뱅크시아 에리시폴리아는 회색빛의 수피를 가진다. 선형의 어두운 녹색 잎은 9-20mm길이에 1mm 너비로 작고 가늘고 잎의 끝부분이 2갈래로 갈라진다. 잎은 가지에 어긋나서 배열된다.
가을에 개화하며 화경은 7-22cm길이에 5cm너비이다. 작은 꽃들이 수상화서를 이룬다. 꽃은 2-3년 정도 자란 가지에서 발생한다.

## 분류
뱅크시아 에리시폴리아는 보터니만에서 1770년 4월 29일 조세프 반크스와 다니엘 솔랜더 박사에 의해 최초 수집되었다. 이후 1782년 "Carolus Linnaeus the Younger"에 의해 정식으로 4종의 뱅크시아 종이 소개되었다. Linnaeus는 이들 종을 잎의 형태학적 차이로 구분하고 이에 따라 명명하였다. 에리시폴리아는 진달래과 히스(Heath)와 비슷한 잎을 가졌기 때문에 종명이 진달래과 식물을 의미하는 라틴어 erica와 잎을 의미하는 folium를 합쳐 ericaefolia로 명명되었다가 이후, ericifolia로 변경되었다.

## 분포와 습성

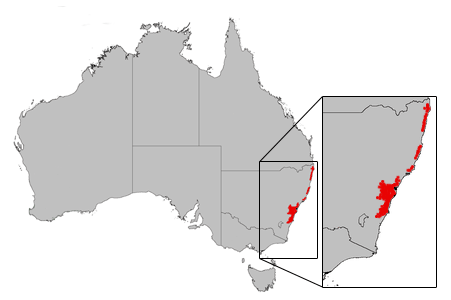
뱅크시아 에리시폴리아 분포 지도

자연에서 에리시폴리아는 산성 사질토양의 습한 해안가에서 주로 발견된다.

## 재배
뱅크시아 에리시폴리아는 뱅크시아 종 가운데 최초로 재배되기 시작한 종이다.
종자 발아의 경우 개화까지 평균 최소 4년 정도가 걸린다. 삽목묘의 경우 개화에 걸리는 시간을 줄일 수 있다. 이 종은 종자로 쉽게 번식되며, 꺾꽂이로도 쉽게 번식할 수 있다.

### 재배품종

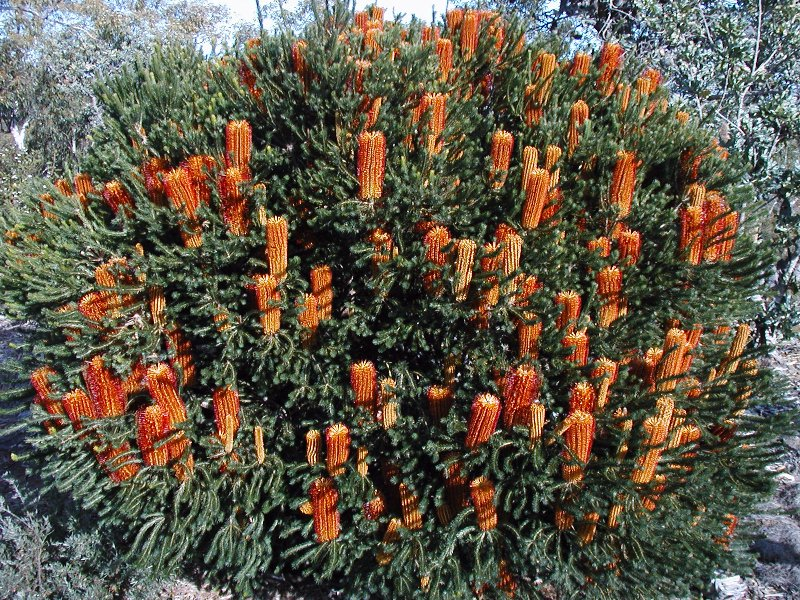
B. ericifolia 'Little Eric', 왜성 품종

호주에서 왜성품종이 절화용으로 소비되기도 한다.
상업용 재배품종
- Banksia ericifolia 'Bronzed Aussie' : 흰색꽃순을 내는 품종으로 2m정도 자라며 구리빛의 잎을 가지고 있다.
- Banksia ericifolia 'Golden Girl' : 황금빛 노란색 꽃을 피우는 품종으로 1.5-1.8m정도 높이로 자라며, 잎은 블루그레이 색이다.
- Banksia ericifolia 'Kanangra Gold', : 금빛 꽃을 피우는 품종으로 4m정도 자란다.
- Banksia ericifolia 'Limelight', : 1987년 ACRA에 품종 등록된 종으로 5m까지 자라며 밝은 라임색의 잎과 오렌지 색의 꽃을 피운다.

- Banksia ericifolia 'Little Eric' : 1-2m정도 자라는 왜성종이다.
- Banksia ericifolia 'Purple Pygmy', : B. 'Port Wine', 로도 불리며 1m정도 자라며 보라색 빛이 도는 잎을 가진 왜성 품종이다.
- Banksia ericifolia 'Red Rover'
- Banksia ericifolia 'St Pauls'
- Banksia ericifolia 'White Candles/Christmas Candles',
- Banksia ericifolia macrantha 'Creamed Honey',